# Angelarè
Angelarè  è una canzone in lingua napoletana, il cui testo fu trascritto nel 1870 da un certo Francesco De Meglio. Roberto Murolo la incise nel 1956 nell'album Roberto Murolo: Songs From Napoli (Volume 2); nel 1963 era stata incisa da Sergio Bruni, nel 1971 il brano musicale fu riscoperto e inciso dalla Nuova Compagnia di Canto Popolare nell'album Nuova Compagnia di Canto Popolare.

Nel testo si narra la scomparsa e la ricerca della donna amata. 